# Hospitaalschip

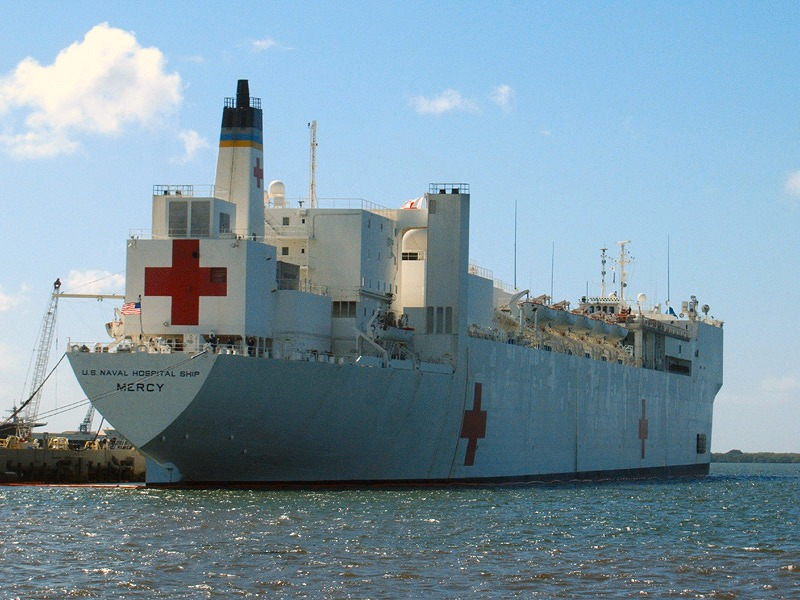
Een hospitaalschip van de Amerikaanse marine

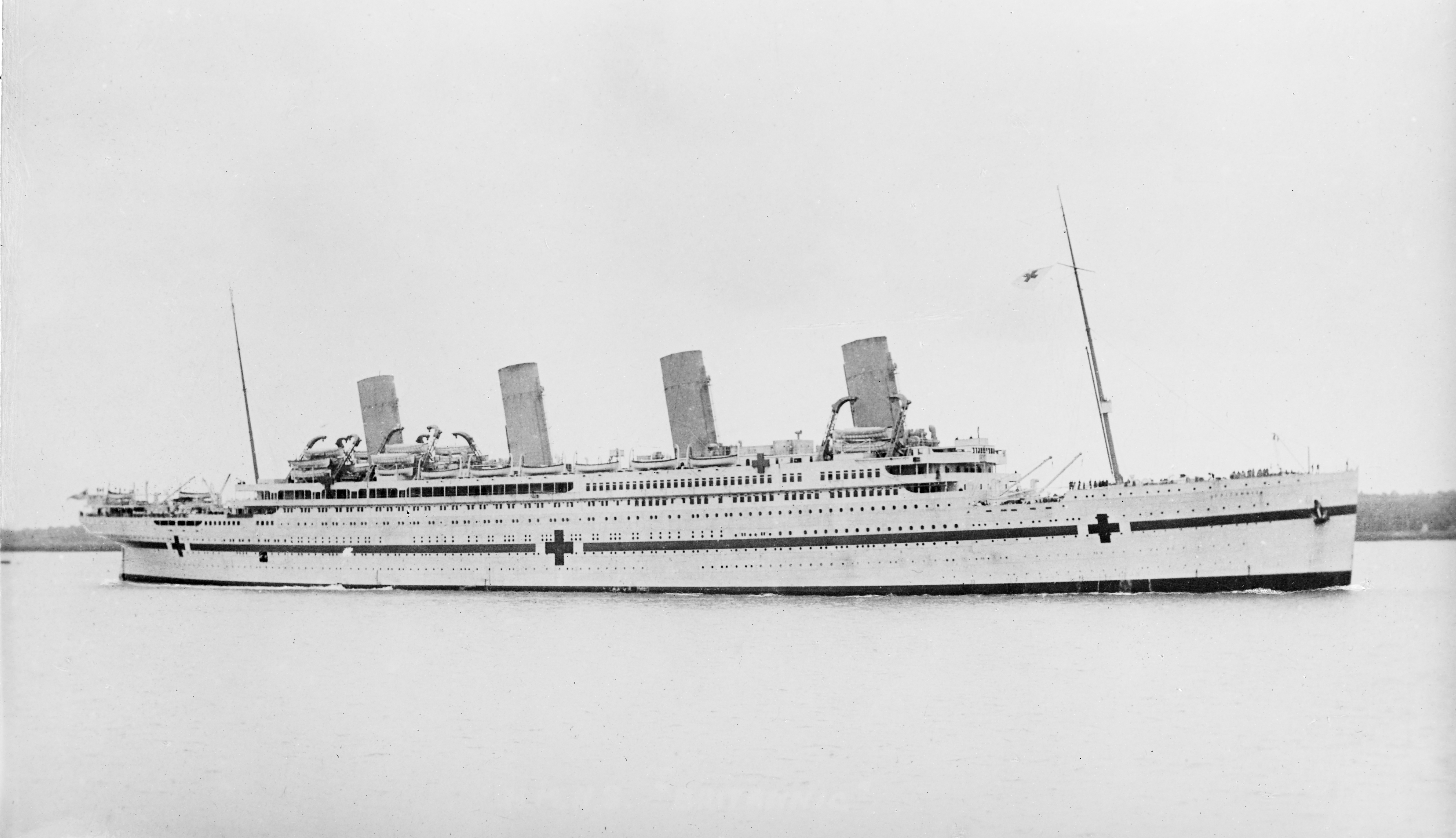
De Britannic als hospitaalschip

Een hospitaalschip is een drijvend hospitaal, vaak een daartoe ingericht passagiersschip, dat dienst doet als drijvend verzorgings-, behandel- en evacuatiecentrum voor gewonden en zieken uit een strijd- of rampgebied.
In oorlogstijd zijn de meeste hospitaalschepen wit of lichtgrijs geschilderd en van hun oorspronkelijke passagiersschip-schildering ontdaan. Ze varen onder de Rode Kruisvlag en zijn op goed zichtbare plaatsen beschilderd met grote rode kruisen om aan te geven dat het om hospitaalschip gaat dat bescherming geniet volgens de Geneefse Conventies.
Aan boord van zulke hospitaalschepen worden gewonde soldaten, matrozen en vliegeniers aan boord gebracht voor een operatie en herstelling van hun opgelopen verwondingen. Daarna voer het schip naar een neutrale haven of een haven van hun land, waar ze aan land werden gebracht om daar in veiligheid te kunnen herstellen in hospitalen en ziekenhuizen.
Ook gesneuvelden werden met deze hospitaalschepen vervoerd en op het land begraven. Het kwam ook voor dat gevallenen op oorlogsschepen, als ze te ver van land verwijderd waren en met een missiepatrouille bezig waren, met alle militaire eer in zee begraven werden. Men had toen nog geen koelruimtes voor de gesneuvelden, zoals heden ten dage op de oorlogsbodems. Ondanks deze neutraliteit, opgelegd door de Geneefse Conventies, werden sommige hospitaalschepen toch door bommen, torpedo's, of zeemijnen getroffen.
Zo'n catastrofaal "ongeluk" gebeurde onder andere met de 48.158 ton metende "Britannic". Enkele maanden voordat de Eerste Wereldoorlog uitbrak werd in februari 1914 de "Britannic", nog iets groter dan zusterschip "Titanic", in de vaart genomen. Toen de oorlog uitbrak, werd het schip door de Britse marine gevorderd en ingezet als hospitaalschip. Op 21 november 1916, op haar zesde tocht naar de Middellandse Zee, kwam de "Britannic"  in de Egeïsche Zee tot zinken. Nadat het op een zeemijn gelopen was, verdween het hospitaalschip binnen een uur onder water. Ongeveer 30 opvarenden verloren daarbij het leven.
Het eerste Engelse hospitaalschip dat getorpedeerd werd, was de Asturias op 21 maart 1917. Er waren geen patiënten aan boord, maar 43 man van de bemanning en de staf verdronken. Op 17 maart 1916 werd het Russische hospitaalschip Portugal getorpedeerd voor de kust van Turkije, waarbij 85 mensen om het leven kwamen.